# Lorna Bodha
Lorna Bodha, née le 22 janvier 2003, est une joueuse mauricienne de badminton.

## Carrière
Lorna Bodha est médaillée de bronze par équipes dames aux Jeux africains de la jeunesse de 2018 à Alger. Elle est médaillée d'argent par équipes mixtes aux Championnats d'Afrique de badminton 2019 à Port Harcourt. Elle est médaillée de bronze en double dames aux Jeux des îles de l'océan Indien 2019 avec Jemimah Leung. Aux Championnats d'Afrique de badminton 2022 à Kampala, elle obtient la médaille d'or en double dames avec Kobita Dookhee ainsi que la médaille de bronze en double mixte avec Jean Bernard Bongout.
Aux Championnats d'Afrique par équipes, elle est médaillée d'argent en 2025 à Douala,  médaillée de bronze en 2020 au Caire et en 2022 à Kampala.
Aux Jeux des îles de l'océan Indien 2023 à Madagascar, elle est médaillée d'or par équipe, médaillée d'argent en double dames avec Kobita Dookhee ainsi que médaillée de bronze en simple dames.